# ニューヨーク港
ニューヨーク港（ニューヨークこう、英: New York Harbor）は、ニューヨーク市近辺のハドソン川河口近くにある川、湾および干満のある入り江を集合的に呼ぶ地理的な言葉である。時には「ニューヨークとニュージャージーの港」という意味にも解釈される。狭義ではアッパー・ニューヨーク湾のみを指す場合がある。

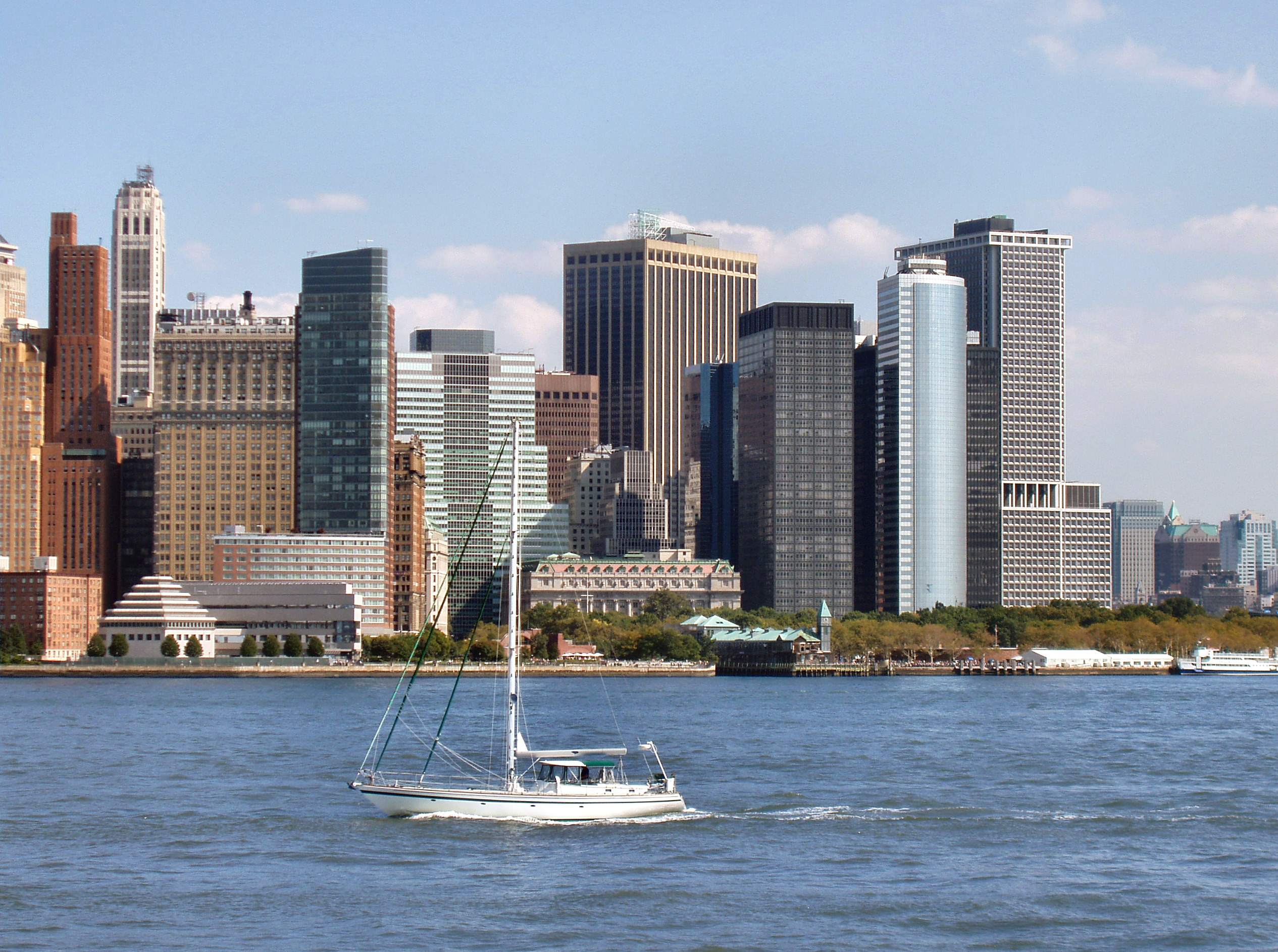
ニュージャージー州岸リバティ公園からニューヨーク港を隔ててマンハッタンを臨む

## 地理

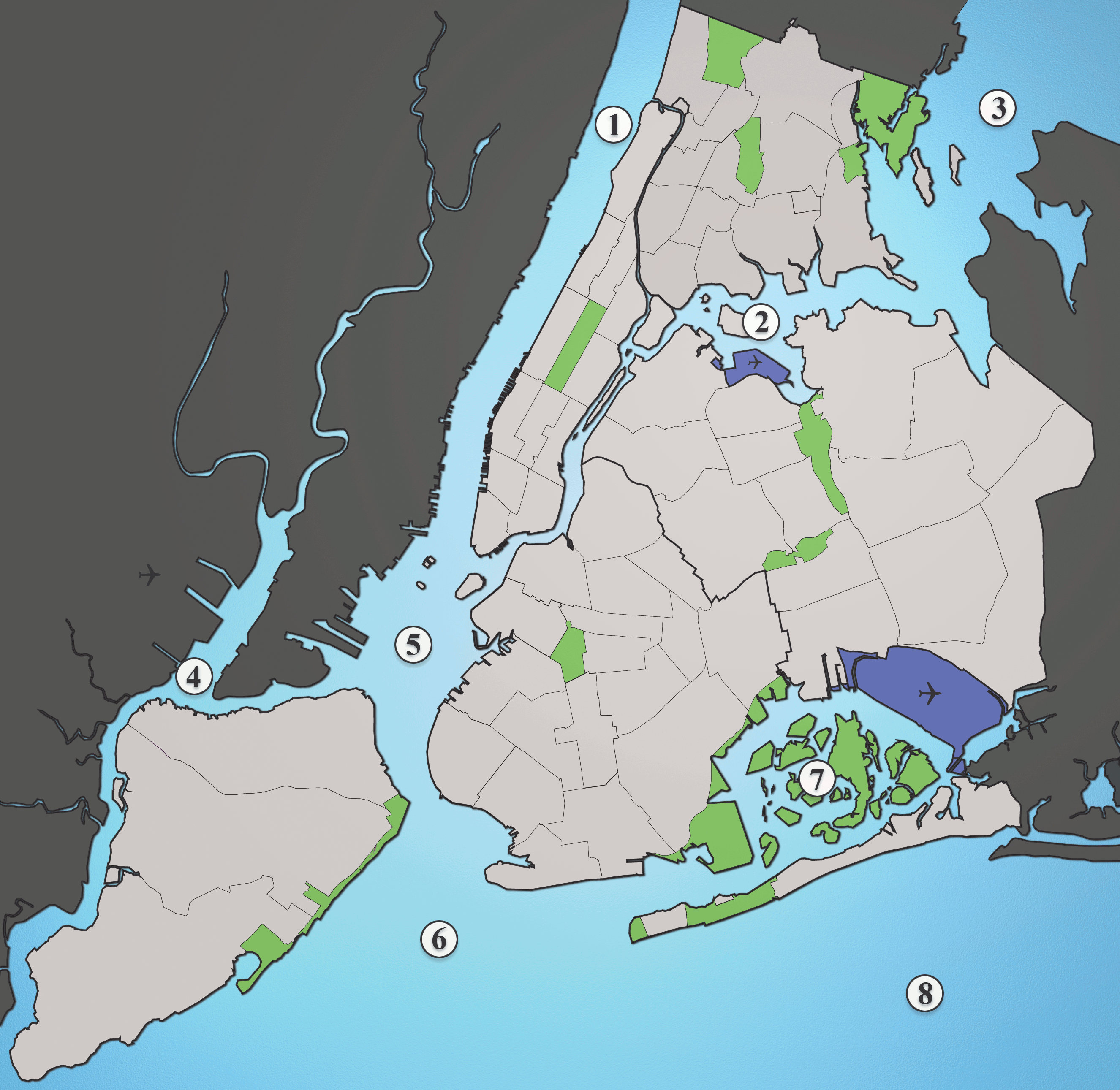
ニューヨーク港近辺の地図。1.ハドソン川、2.イースト川、3.ロングアイランド湾、4.ニューアーク湾、5.アッパー・ニューヨーク湾、6.ローワー・ニューヨーク湾、7.ジャマイカ湾、8.大西洋

広い意味でニューヨーク港には次の水域とその岸が含まれる：
アッパー・ニューヨーク湾、ローワー・ニューヨーク湾、ノース川 (ハドソン川の下流部)、イースト川、キルバンクル、ニューアーク湾、アーサー・キル、ザ・ナローズ、ジャマイカ湾、ラリタン湾およびハーレム川である。
水路面積は約1,200平方マイル (3,100 km2)、海岸（河岸）線長さは1,000マイル (1,600 km)以上ある。開発された岸は最高時に650マイル (1,000 km)あり、12の個別に活動する港湾施設がある。すなわち、マンハッタン、ブルックリン区、クィーンズ区、ブロンクス区、スタテンアイランド、パースアンボイ、エリザベス、バイヨンヌ、ニューアーク、ジャージーシティ 、ホーボーケン、およびウィホーケンである。アメリカ合衆国地理命名局では「ニューヨーク港」という言葉が無いが、歴史、政治、商業および環境上で重要な用途がある。

## 港の歴史

### エリー運河以前

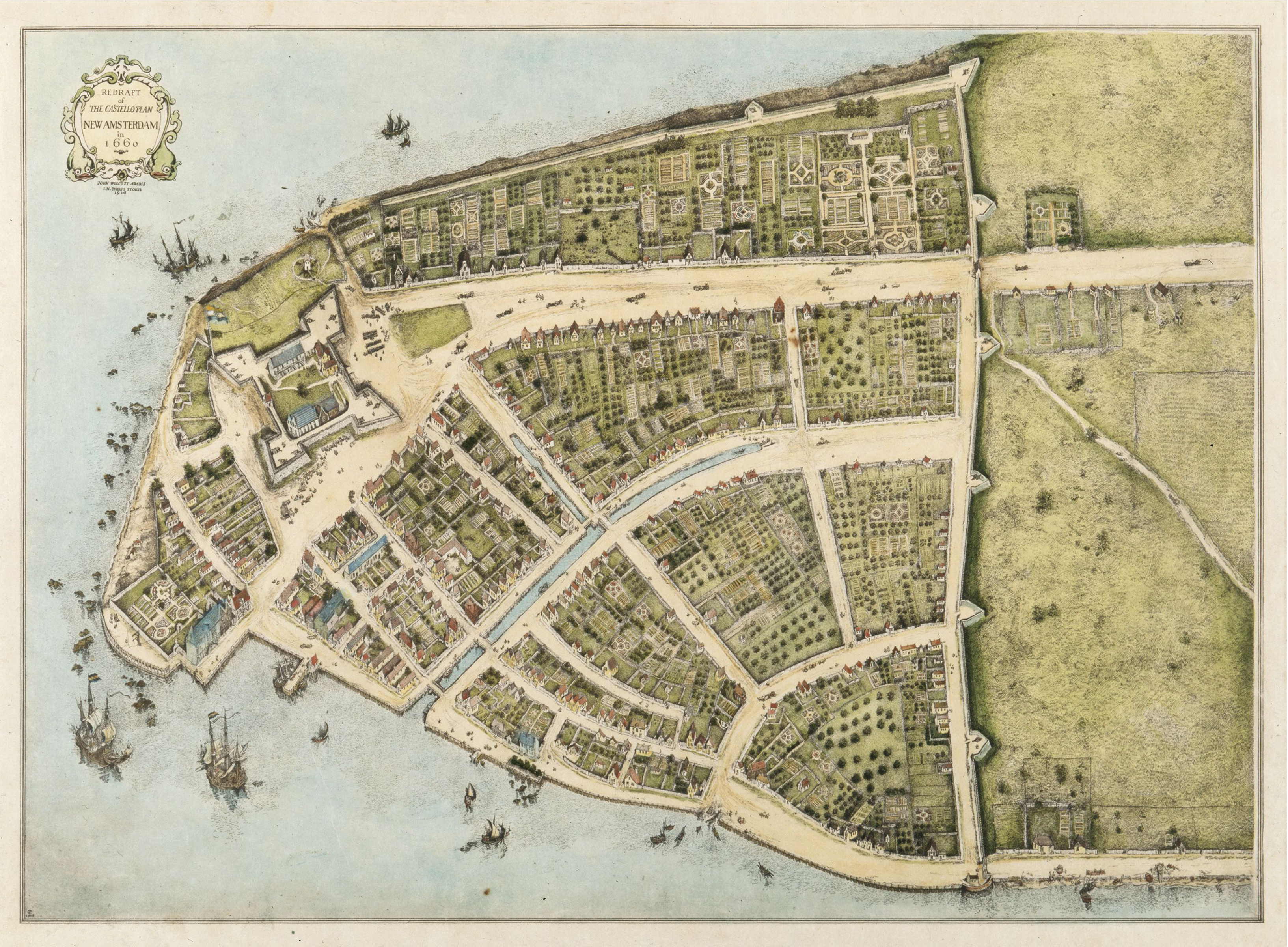
ニューアムステルダム、ローワーマンハッタン: 初期のイーストリバー・ドック（下左）、イギリスに対する防壁（右）。地図は西が上。(Castello Plan, 1660.)

17世紀のニューヨーク港に住んでいた先住民族であるレナペ族は言語学的にアルゴンキン語族に属し、この水路を漁労や移動に用いていた。1524年、ジョバンニ・ダ・ヴェラッツァーノが現在ザ・ナローズと呼ばれているブルックリンとスタテンアイランドの間の海峡に停泊した。彼はここでレナペ族からカヌー・パーティを受けた。乗組員たちはスタテンアイランドの"the watering place"と呼ばれる泉で飲料水を補給したと言われている。この泉があったおおよその位置、現在のベイ・ストリートとビクトリー・ブールバードの角には記念碑が建っている。しかし、ヴェラッツァーノが残した文献の記述は曖昧な点がある。歴史家たちによって、彼が停泊した場所はほぼ、現在のヴェラザノ・ナローズ・ブリッジのブルックリン側あたりであろうと見当が付けられている。彼はその北に大きな湖を見たと記しているが、これは明らかにアッパー・ニューヨーク湾のことであろう。彼は、これより北には進んでおらず、ハドソン川を発見していないであろうと考えられている。この港を最初に訪れたと記録があるのは1609年のヘンリー・ハドソンである。
1624年、ガバナーズアイランドでヨーロッパ人による最初の恒久的な移住・開拓が始められ、8年後にはブルックリンでも入植が始まった。間もなくこれらの場所の間を渡し舟が結んだ。オランダの植民地ニューネーデルラントの総督ピーター・ストイフェサントはイーストリバー下流のマンハッタンの岸に風や氷から守るために最初の桟橋を築くことを命じ、1648年に完成し、スクライアーズフック・ドックと名付けた（現在のパール通りとブロード通りが交わる近く）。このことで、ニューヨークがイギリス領13植民地の、そして後に新たに独立したアメリカ合衆国の主要港になる道を開いた。1686年、イギリス植民地政府はこの岸辺一帯に市制を布いた。

### エリー運河とその後
1824年、アメリカでは初めての乾ドックがイーストリバーに完成した。その場所と深さの故に、港は蒸気船の導入で急速に成長した。続いて1825年のエリー運河の完成で、ニューヨークはアメリカ内陸部とヨーロッパおよびアメリカ東海岸を結ぶ最も重要な中継港になった。
1840年頃までに、ニューヨーク港を経由する旅客と貨物量はアメリカ全土の他の主要港を合わせたよりも多くなり、1900年までに世界でも最大級の港となった。移民を受け入れる主要港となったエリスアイランドには、1892年から1956年の間に1,200万人が到着した。
1870年、ニューヨーク市は港湾開発を系統立てるためにドック部局を設立し、その最初の技師長になったのがジョージ・マクレランだった。
主要道路の改良で効率的な輸送が行われる前には、鉄道貨物はニュージャージーからマンハッタンまで渡し舟で運ばれた。すなわちタグボートと艀、および列車を転がして船積みできるよう甲板にレールを敷いた「列車いかだ」(en:car float)の小さな船隊があった。ニューヨーク市はライバルの港を凌ぐためにこの運航に助成金を出した。

### 第二次世界大戦とその後
アメリカ合衆国が第二次世界大戦に参入した後で、1942年1月、ドイツの「ドラムビート」作戦でUボートのエース級をアメリカ領海の商船隊に向けて攻撃させ、いわゆる「第二次ハッピータイム」が始まった。Uボートの艦長は町の灯りを背景にして浮かび上がる標的船に狙いを付けることができ、港内にアメリカ海軍の艦船が集中していたにも拘らず、比較的少ない損失で攻撃することができた。被害の中にはサンディフック沖のタンカー「コインブリア」やロングアイランド沖の「ノアネス」などがあった。アメリカの護送船団の主要積み出し点であったニューヨーク港は、第二次大西洋の戦いの効率よい集結地であり、アメリカ商船の損失は26隻中の1隻と、他のアメリカ軍の成果を凌いだ。
港の活動は1943年3月がその最高点であり、543隻が停泊して護送船団あるいは係船への割付を待っていた（750の桟橋あるいはドックに425隻の外洋型船舶が待機した）。1,100の倉庫と1.5平方マイル (3.8 km2)の囲まれた場所で荷物を扱い、575隻のタグボートと39箇所の造船所があった（おそらく最も重要なのは1801年に設立されたニューヨーク海軍造船所）。重機械の日替わり品揃えによってニューヨーク港は世界でも最も忙しい所となった。

## 海運
船舶の運航のために港には約240マイル (380 km)の水路（水先案内人が必要）と、アッパー・ニューヨーク湾を中心に投錨地および港湾施設がある。大きな船は水路を鋭角に回る時にタグボートの助力を必要とし、その例がニューアーク港に入るキルバンクルである。南東にある大西洋から港に入る主要な入り口は、ロッカウェイ・ポイントとサンディフックの間である。もう一つの入り口は北東のロングアイランド湾からイースト川河口にある。港は南西のラリタン川河口から北西のニューアーク港とさらに北のジョージ・ワシントン・ブリッジまで広がっている。他の乗り物を使った港を横切る経路として、PATH（ハドソン川港湾公社）の水底トンネルと下流のヴェラザノ・ナローズ・ブリッジなどがある。

### 港湾

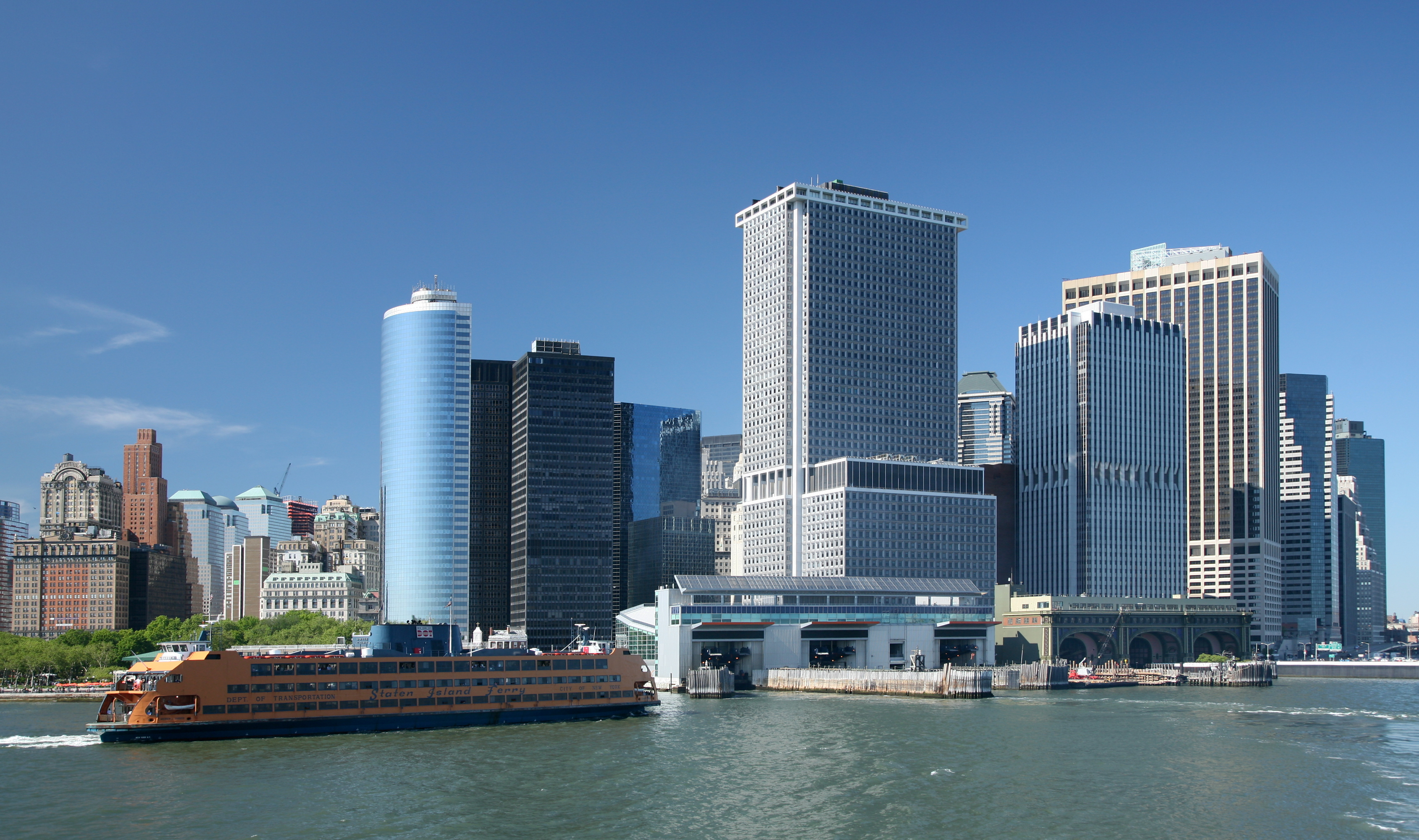
スタテンアイランド・フェリーのローワー・マンハッタン乗り場。

ニューヨーク・ニュージャージー港湾公社の港湾施設として、合衆国では最大の石油輸入量と2番目の海上コンテナ取扱量を誇っている。ニューヨーク港という言葉はニューヨーク市の港としての商業活動を示唆しているが、ニューヨーク市5区とニュージャージー州近郷都市の岸辺を含んでおり、1972年になって2州に跨る港湾公社の下に体系化された。1950年以降、ニューヨークとブルックリンの商業港は、近くのニューアーク湾にあるニューアーク・エリザベス港海上ターミナルのコンテナ船施設にほとんど完全にお株を奪われ、後者は東海岸で最大のコンテナ取り扱い港となっている。ニューヨーク港は旅客輸送でも重要性を失ってきたが、港湾公社はニューヨーク市（ラガーディア空港とジョン・F・ケネディ国際空港）とニュージャージー州（ニューアーク・リバティー国際空港）にある主要3空港を運営している。ニューヨーク市にはまだ幾つかの定期航路、通勤用フェリーおよび観光客用周遊船がある。ブルックリンのレッドフックに新しい旅客施設が最近開館した。フェリーは大半が私企業によって運営されているが、スタテンアイランド・フェリーはニューヨーク市運輸局が運航している。

### 水路の維持
ニューヨーク港の管理責任は市から連邦政府まであらゆるレベルの政府に分け持たれている。港湾施設は2州の港湾公社によって管理されているが、水路の水深管理はアメリカ陸軍工兵司令部の管轄であり、1826年頃に連邦議会が包括的河川港湾法を成立させて以降関わっている。

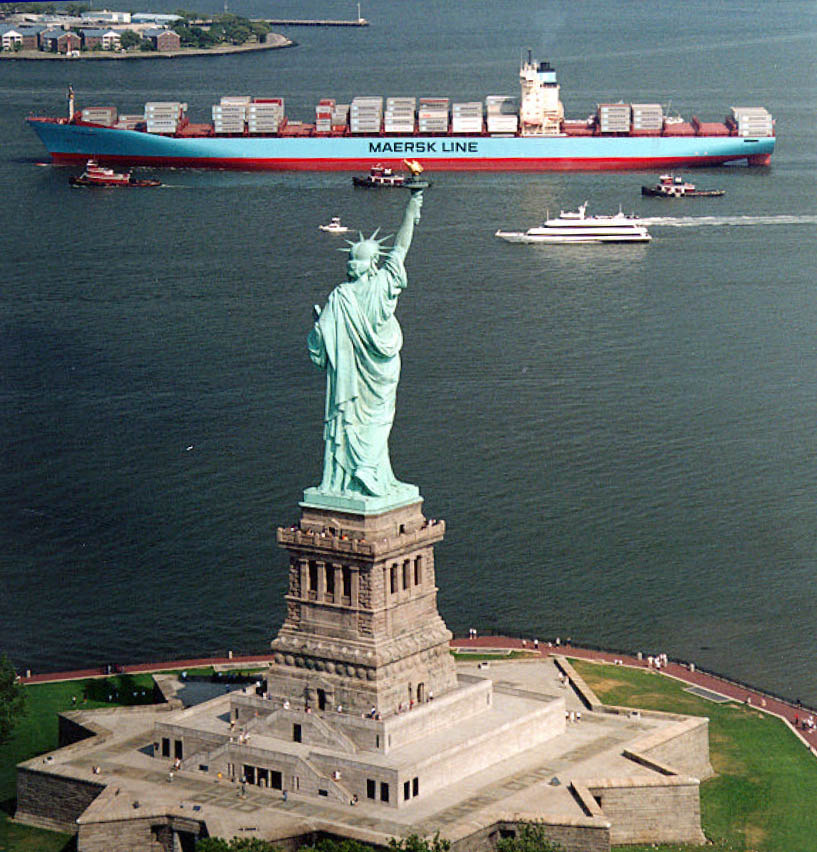
リバティアイランドとガバナーズアイランドの間のアンカレッジチャンネル北端を通過するポストパナマックス級コンテナ船

ニューヨーク港の自然の水深は約17フィート (5 m)であるが、1880年に水深を管理するようになって、長い間に約24フィート (7 m)まで掘り下げられた。1891年までに主要船舶航路は水深最低30フィート (9 m)とされた。1914年、アンブローズ水路が港に入る主入り口となり、ここは水深40フィート (12 m)、幅2,000フィート (600 m)とされた。第二次世界大戦のとき、パナマックス級までの大型船に対応させるために、主要水路の水深は45フィート (13.5 m)とされた。現在工兵司令部は、スエズ運河を航行可能なポストパナマックス級コンテナ船に対応するため、水深を50フィート (15 m)にする契約をしている。このことはニューアーク港のコンテナ施設と大西洋を繋ぐ水路での環境に関する関心を高めてきた。PCB（ポリ塩化ビフェニル）などの汚染物が海底土壌の下に堆積されていた。多くの場所では砂の多い海底が浚渫されて岩層にまで達し、現在では爆破を必要としている。浚渫機械は岩を取り出してそれを廃棄処理している。2005年のある時点では、港内で70の浚渫設備が水路を深くするために動いており、世界でも最大の浚渫船隊となっている。この作業は時として騒音や振動を生み、スタテンアイランドの住人に感じられることがある。浚渫業者は爆破が行われるときには住人に警告している。

### 安全保障
アメリカ沿岸警備隊は、流出、救難およびテロ対策など水路の管理を行っている。特に組織犯罪に絡む犯罪行為の防止と捜査は2州の沿岸委員会の責任である。この委員会は労働者の違法行為と戦うために1953年に設立された（映画『波止場』の1年前）。当時はガンビーノ一家がニューヨーク側を支配し、ジェノヴェーゼ一家がニュージャージー側を支配していた。1984年、地元のトラック運転手達がRICO（組織犯罪に対処する法）管理のもとに置かれ、2005年には国際沿岸労働者協会に対する訴訟が起こされた。
2006年3月、港の乗客設備はドバイ・ポート・ワールドに移管された。アメリカ合衆国港湾の運営を外国、特にアラブの国に所有されることについて安全保障に関する議論がある。実際の運営者はイギリスに本拠を置くP&Oポーツであり、また中華人民共和国によって支配される会社のオリエント海外投資会社がハウランドフック・海上ターミナルの運営契約をしているという事実もある。その他の関心事は合衆国税関の「グリーンレーン」計画であり、信託された船舶運航者には検査されるコンテナの数を減らして、密輸品に対する接近を容易にするというものである。

## 港の環境
ニューヨーク港にはほとんど海洋生物がいないという誤った認識が持続している。実際には、非常に多様な河口性水棲種の繁殖を促している。潮汐の干満は100マイル (160 km)北のニューヨーク州トロイまである。
アメリカ合衆国国立公園局は現在、自由の女神像、エリス島、ガバナーズ島、キャッスル・クリントン、ゲートウェイ国定リクリエーション地域およびグラントの墓所を保存している。